# Camí de Can Garriga (Riells del Fai)
El Camí de Can Garriga és un camí rural que uneix la masia de Can Garriga del Solell amb la carretera BP-1432, en el terme municipal de Bigues i Riells, al Vallès Oriental.
Arrenca del punt quilomètric 19,545 de la carretera esmentada, en el vessant nord de l'extrem de ponent del Serrat de les Fargues, ressegueix tot el vessant nord d'aquest serrat i va a fer la volta per llevant al Turó de Can Garriga per tal d'arribar a la masia de Can Garriga del Solell en 775 metres de recorregut.

## Etimologia
Es tracta d'un topònim romànic modern, de caràcter descriptiu: és el camí que mena a Can Garriga del Solell.